# غواهر
غواهر هي قرية في مقاطعة أذر شهر، إيران. يقدر عدد سكانها بـ 114 نسمة بحسب إحصاء 2016.